# Koń lipicański

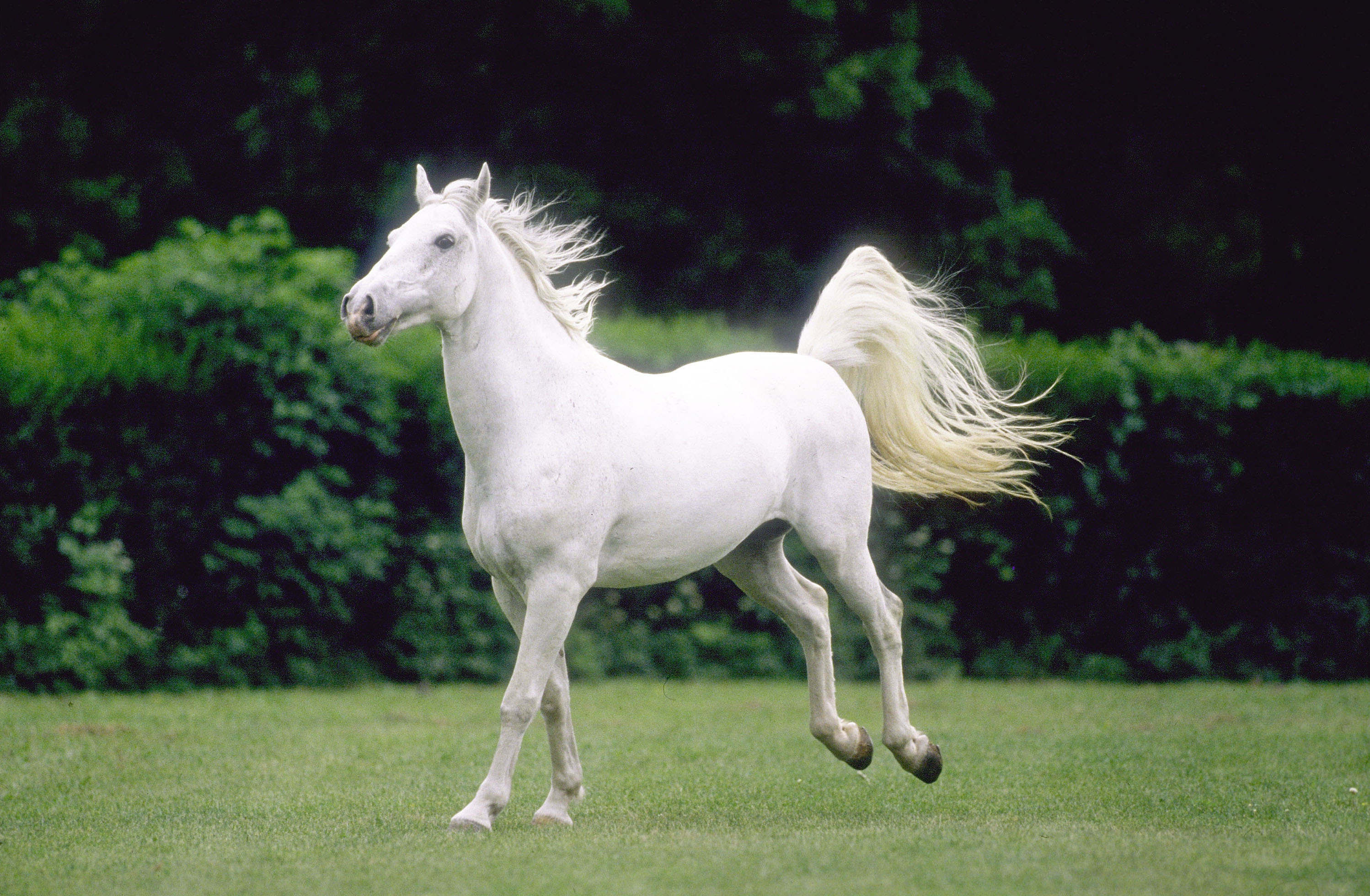
Koń lipicański w Słowenii

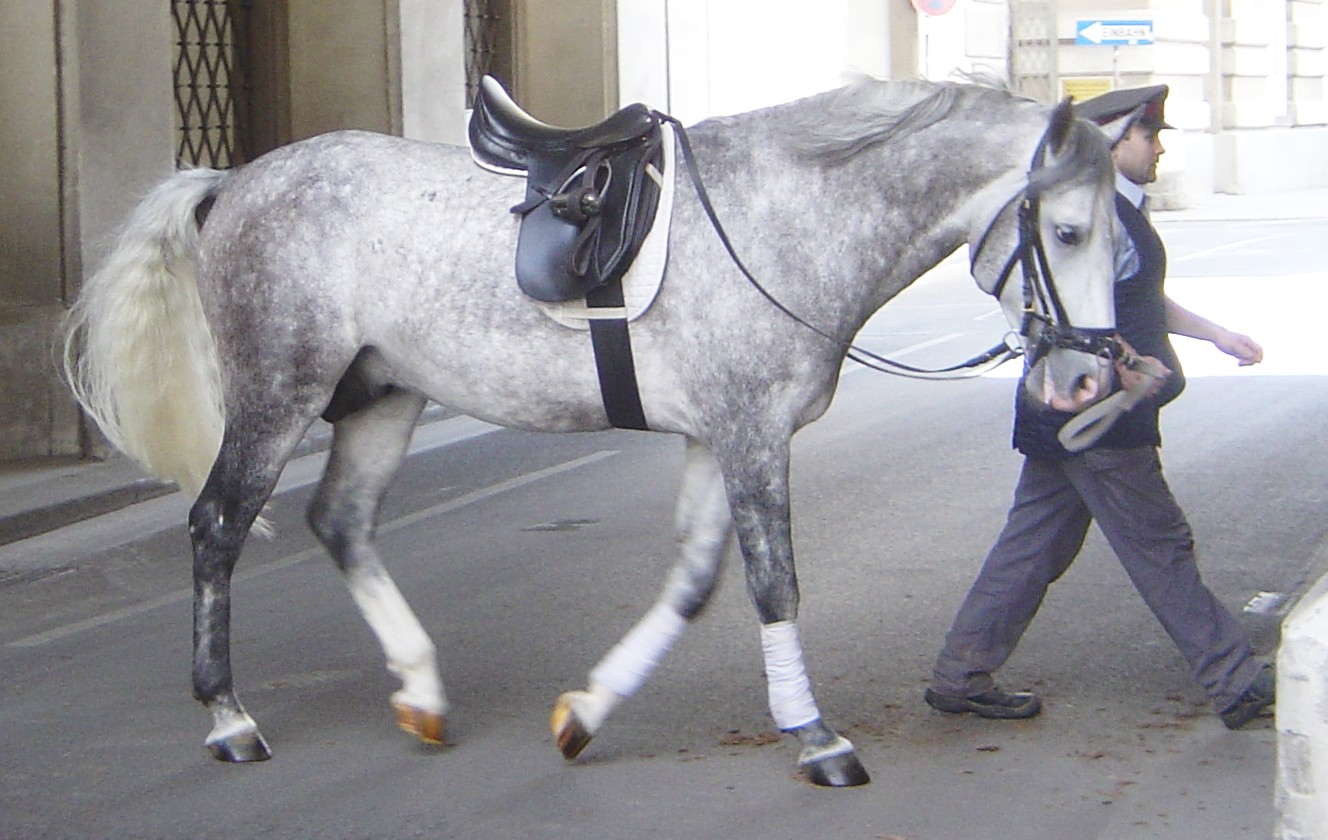
Koń lipicański prowadzony z Hiszpańskiej Szkoły Jazdy w Wiedniu

Koń lipicański – niezbyt duży, raczej masywny koń o zwięzłej budowie i wysoko osadzonej, silnie umięśnionej szyi. Profil głowy bywa lekko wypukły, co wskazuje na domieszkę krwi ras hiszpańskich u lipicanów. Maść najczęściej siwa, grzywa pofalowana. Lipicany rodzą się skarogniade lub kare, dopiero między 6. a 10. rokiem życia ich maść zmienia się na siwą. Tylko nieliczne z nich pozostają na zawsze kare.
Rasa wzięła nazwę od stadniny, w której została wyhodowana – Lipicy w Słowenii, założonej w 1580. Rasa powstała z rodzimych koni Karster krzyżowanych z końmi hiszpańskimi i neapolitańskimi. Do dziś hodowane są tam silne konie, nie zawsze siwe, do zaprzęgu i jazdy wierzchem.
Innym centrum hodowli tej rasy jest austriacka stadnina koni w Piber, skąd pochodzą młode konie kierowane do najbardziej znanego miejsca użytkowania lipicanów – Hiszpańskiej Szkoły Jazdy w Wiedniu. Szkoli się w niej ogiery zgodnie z kanonami klasycznej szkoły jazdy.
Na przełomie lat 50. i 60. XX wieku ośrodek szkolenia koni lipicańskich powstał również w Johannesburgu w Południowej Afryce, stworzony przez Polaka, Jerzego Iwanowskiego.

## Budowa
- Ogiery mają 152-156 cm, klacze 146-154 cm.
- Duża, szlachetna głowy o wyrazistych oczach, ruchliwych uszach, garbonosym profilu i rozdętych chrapach,.
- Gruba szyja z tendencją do otłuszczania.
- Wydłużona kłoda, o miernie rozwiniętej partii łopatkowej, lecz rozłożysta i szeroka.
- Strome łopatki.
- Grzbiet miękkawy.
- Kłąb średnich wymiarów
- Głęboka i szeroka klatka piersiowa.
- Dobrze rozwinięty zad.
- Ogon ze wspaniałą osadą.
- Krótkie i mocne nogi.
- Silne stawy.
- Twarde kopyta.
- Gruba skóra.
- Obfita grzywa i ogon[2].

## Charakterystyka
- Eleganckie i efektowne chody.
- Maść siwa, rzadziej gniada, kara, bułana lub izabelowata.
- Żywy temperament.
- Łagodny charakter.
- Wykorzystywane do ujeżdżenia oraz powożenia.
- Późno dojrzewające, lecz długowieczne.
- Lipicany urodzone i wychowane w Lipicy mają wypaloną literę "L" na lewym ganaszu[2].

## Historia rasy
Według historyków historia rasy Lipicańskiej sięga roku 1580, kiedy to rasa ta została wyhodowana w stadninie koni hiszpańskich w Lipicy, założonej na polecenie arcyksięcia austriackiego Karola. W tym właśnie roku do stadniny został sprowadzony materiał hodowlany z Hiszpanii. Materiał ten był połączeniem lekkich koni sprowadzonych na półwysep Iberyjski przez Maurów z ciężkimi końmi europejskimi, to właśnie od nich współczesne konie Lipicańskie odziedziczyły tendencje do garbonosości i obfite owłosienie grzywy i ogona.
Na rasę wpływ miały także konie innego pochodzenie sprowadzane do stadniny w Lipicy. Były to sprowadzone w XVII w. konie włoskie, duńskie oraz holsztyńskie. Te pierwsze przekazały rasie efektowny wykrok w kłusie. W roku 1856 władze austriackie wysłały do Arabii komisję na czele ze wytrawnym znawcą koni płk. R. Brudermannem w celu sprowadzenia do kraju materiału zarodowego. Po półrocznej podróży przywiózł on 16 ogierów, 50 klaczy i 14 źrebiąt. Z tych koni do Lipicy przydzielono 2 ogiery (Samson i Hadudy) oraz 16 klaczy. Od tych koni arabskich Lipicany odziedziczyły swoją lekkość, suchość kończyn i łagodny temperament.
Poza genami na cechy rasy wpłynęły także warunki przyrodnicze Lipicy. Miejscowość ta położona jest na terenie obecnej Słowenii, w pobliżu Triestu. Okolica to w większości tereny górskie o bardzo stromych wzniesieniach i spadach, porośniętych trawą o małej gęstości, lecz bardzo bogatej w sole mineralne. Dzięki takim warunkom konie przebywające na pastwiskach musiały przemierzać duże odległości w celu zaspokojenia głodu, co znalazło swoje odzwierciedlenie w cechach rasy Lipicańskiej. Dzięki temu konie te mają doskonałą przemianę materii i jakość tkanki kostnej oraz "żelazne kopyta".

## Wykorzystanie
Od początku rasa Lipicańska była hodowana dla dworu cesarskiego Austrii. Najlepsze ogiery z Lipicy były wysyłane do Hiszpańskiej Szkoły Jazdy w Wiedniu, gdzie były szkolone w ujeżdżeniu i uczone ewolucji wyższej szkoły. Ze względu na ich urodę używano ich do zaprzęgów cesarskich. Stajnia przy dworze austriackim zawsze musiała mieć na wyposażeniu 6 siwych koni Lipiańskich do powozu oraz 6 karych używanych na wypadek pogrzebu władcy.
Właśnie z powodu swojego wyglądu i szlachetności konie Lipicańskie zasłynęły jako konie monarchów. W 1867 roku cesarz Franciszek przyjechał na swoją koronację na koniu tej rasy. Konie te wykorzystał także prezydent Ronald Reagan w trakcie zaprzysiężenia w roku 1980.

## Rody
Na świecie ugruntowało się kilka rodów męskich koni rasy Lipicańkiej. Rdzennie lipicańskich oraz najważniejszych rodów jest 6. Są to:
1. Ród Pluto - datujący się od roku 1772. Założony przez siwego ogiera duńskiego o właśnie tej nazwie, sprowadzonego do Lipicy w roku 1772. Jest to najstarszy ród, cechujący się mocną budową, krótkimi nogami, garbonosością, płaskim czołem, mocną wysoko osadzoną szyją, krótkim kłębem, długim szerokim i miękkim grzbietem oraz suchą konstytucją. Ród ten ma także mniejszy dopływ krwi arabskiej.
2. Ród Conversano - datujący się od roku 1774. Założony przez karego ogiera neapolitańskiego o tej nazwie. Został nabyty od ks. Kaunitza. Konie z tego rodu cechują się dobrą prezentacją, suchą wyrazistą głową, nieco wypukła w czole i długą, pięknie wygiętą szyję, osadzono nieco niżej. Większość przedstawicieli tego rodu jest wysokonożna i spód ma zazwyczaj lżejszy, ale za to bardzo suchy.
3. Ród Maestoso - wywodzi się od siwego ogiera o tym imieniu. Są to konie stosunkowo większe i mocniejsze, o zaokrąglonych kształtach, mniej szlachetne, lekko garbonose, o mocnej wysoko osadzonej szyi i mocnym dostatecznie suchym spodzie.
4. Ród Favory - wywodzi się od bułanego ogiera o tym imieniu. Są to konie lżejsze, z mocno garbonosymi głowami na lżejszych szyjach, o dość wyraźnym i suchym spodzie.
5. Ród Neapolitano - pochodzi od gniadego konia o tej nazwie, który urodził się we Włoszech. Konie tego rodu są mocnej budowy. Początkowo miały mocno garbonose głowy, lecz później przekrzyżowano je z końmi arabskimi, dzięki czemu stały się one mniej wypukłe.
6. Ród Siglavy - pochodzi od ogiera czystej krwi arabskiej o tym właśnie imieniu, który został sprowadzony do Lipicy w roku 1816 od  ks. Schwarzenberga. Konie z tego rodu są mniejszego wzrostu, mają głowę o prostym profilu, lżejszą szyję, krótszy i równiejszy grzbiet. Z wyglądu są bardziej podobne do swoich arabskich przodków.

Poza 6 głównymi rodami, wyróżnia się jeszcze 2 rody wywodzące się z innych stadnin:
1. Mezőhegyeska linia Incitato - zapoczątkowana przez ogiera Incitato w Mezőhegyes. Jego najbliżsi przodkowie pochodzili z Siedmiogrodu. Są nieco mniejsze i mniej szlachetne od oryginalnych lipicanów.
2. Chorwacko-Slavonska linia Tulipanów - wychodowana w prywatnej stadninie Terezovac w Chorwacji. Mają one gorszą budowę niż oryginalne Lipicany, są też wyższe od nich oraz niezharmonizowane.

Istnieje tradycja, aby pierwszy człon imienia konia Lipiańskiego był zarazem nazwą rodu z którego się wywodzi.